# Smerinthulus myanmarensis
Smerinthulus myanmarensis là một loài bướm đêm thuộc họ Sphingidae. Nó được tìm thấy ở Malaysia và Myanmar.
Nó giống với Smerinthulus perversa.